# Jorge Navas
Jorge Navas (Cali, 1973) es un director de cine, guionista y productor colombiano, reconocido principalmente por dirigir y escribir la película dramática de 2009 La sangre y la lluvia y por realizar vídeos musicales para artistas y bandas como La Pestilencia, Fonseca, Sidestepper y Naty Botero.

## Carrera
Navas estudió comunicación social en la Universidad del Valle. Inició su carrera realizando programas de televisión para su universidad y pequeñas campañas publicitarias. En 1996 obtuvo una beca ortogada por la fundación Colcultura para hacer una adaptación del libro Calicalabozo del fallecido escritor Andrés Caicedo. En 1997 se mudó a la ciudad de Bogotá, donde empezó desempeñándose como director de comerciales. En 1999 dirigió y escribió el cortometraje Alguien mató algo (o la última inocencia), laureada producción cinematográfica que obtuvo, entre otros galardones, el premio India Catalina en el Festival Internacional de Cine de Cartagena en el año 2000.
Desde comienzos de la década del 2000 empezó a escribir la historia para la película La sangre y la lluvia, producción que le valió el reconocimiento nacional y que fue estrenada finalmente en 2009. En 2016 participó junto a otros directores colombianos como María Gamboa y Lucas Maldonado en la película Amazonas, un filme compuesto por seis segmentos relacionados con la selva del Amazonas. En septiembre de 2018 se estrenó en las salas de cine colombianas su largometraje Somos calentura, historia desarrollada en el puerto de Buenaventura que logró participar en importantes eventos a nivel mundial como el Festival de Cannes, el Festival de Cine de Guadalajara y el Festival de Cine de Londres.

## Filmografía parcial

### Como director
- 1996 - Calicalabozo
- 1999 - Alguien mató algo
- 2005 - La señora de los televisores
- 2009 - La sangre y la lluvia
- 2016 - Amazonas
- 2018 - Somos calentura
- 2020 - Balada para niños muertos

### Como productor
- 2008 - Perro come perro
- 2009 - La sangre y la lluvia
- 2016 - Miami, Our City